# Aklerobunus debilis
Aklerobunus debilis är en mångfotingart som beskrevs av Carl Graf Attems 1931. Aklerobunus debilis ingår i släktet Aklerobunus och familjen orangeridubbelfotingar. Inga underarter finns listade i Catalogue of Life.